# Grayling (Alaska)
Pour les articles homonymes, voir Grayling.
Grayling est une localité d'Alaska aux États-Unis, dans la Région de recensement de Yukon-Koyukuk. Au recensement de 2010 sa population était de 194 habitants.
Elle est située sur la rive ouest du fleuve Yukon, à l'est des collines Nulato, à 29 km à vol d'oiseau d'Anvik.
Les températures extrêmes sont de −51 °C en janvier à 31 °C en juillet.
En 1900, il y avait 75 habitants, un magasin et une réserve de bois pour alimenter les bateaux à vapeur. Entre 1962 et 1966, 25 familles ont déménagé depuis Holikachuk, un village actuellement abandonné sur la rivière Innoko à Grayling à cause des crues printanières qui rendaient les déplacements vers les zones de pêche de plus en plus difficiles.
C'est un des points de ralliement de l'Iditarod Trail Sled Dog Race, entre Anvik et l'île Eagle.
Les habitants pratiquent une économie de subsistance à base de chasse, de pêche et de cueillette.

## Démographie
| 1970 | 1980 | 1990 | 2000 | 2010 | - |
| ---- | ---- | ---- | ---- | ---- | - |
| 139  | 209  | 208  | 194  | 194  | - |